# Filippo Meli
Filippo Meli (* 9. Juni 1977) ist ein italienischer Fußballschiedsrichterassistent.
Meli ist seit der Saison 2009/10 Linienrichter in der Serie B und in der Serie A.
Seit 2015 steht er als Schiedsrichterassistent und seit 2021 als Videoschiedsrichter auf der FIFA-Liste.
Bei der paneuropäischen Europameisterschaft 2021 wurde Meli als Videoschiedsrichter eingesetzt.
Im April 2024 wurde Meli zusammen mit Giorgio Peretti als Schiedsrichterassistent von Marco Guida für die Europameisterschaft 2024 in Deutschland nominiert.